# Johan Hellsten
Johan Hellsten (nascut el 25 de desembre de 1975) és un jugador d'escacs suec, que té el títol de Gran Mestre des de 2004.
Tot i que es troba inactiu des de l'abril de 2009, a la llista d'Elo de la FIDE de l'agost de 2020, hi tenia un Elo de 2550 punts, cosa que en feia el jugador número 4 de Suècia. El seu màxim Elo va ser de 2592 punts, a la llista d'octubre de 2006 (posició 160 al rànquing mundial).

## Resultats destacats en competició
El 2000 va empatar als llocs 2n-6è amb Laurent Fressinet, Vladimir Baklan, Robert Fontaine i Erik Van den Doel a l'Abihome Open. Empatà als llocs 1r-3r amb Dmitri Svetuşkin i Marcin Szymanski a l'Ikaros Chess Festival 2003.
El 2006 va guanyar el Campionat de Suècia, a Göteborg.

## Participació en competicions per equips
Ha jugat, representant Suècia, a les Olimpíades d'escacs de 1996, 2004 i 2006 i als Campionats d'Europa per equips de 1997, 2003 i 2005.

## Obres
- Hellsten, Johan. Play the Sicilian Kan.  Everyman Chess, 2008. ISBN 9781857445817.
- Hellsten, Johan. Mastering Chess Strategy.  Everyman Chess, 2010. ISBN 9781857446487.